# Пекарский, Марк Ильич
Марк Ильи́ч Пека́рский (род. 26 декабря 1940) — советский и российский музыкант-перкуссионист, дирижёр, руководитель ансамбля ударных инструментов, педагог, автор книг, заслуженный артист России (2007), профессор Московской консерватории.

## Биография
Родился в Москве 26 декабря 1940 года. Музыкой занимался с детства. В 1969 году окончил Государственный музыкально-педагогический институт им. Гнесиных по классу В. П. Штеймана.
До середины 1960-х годов играл в Государственном симфоническом оркестре радио и телевидения, в 1965—1990 годах — в ансамбле «Мадригал». В 1982 году вместе с Алексеем Зубовым, Аркадием Укупником, Андреем Чернышёвым и Алексеем Исплатовским принял участие в записи джазовой сюиты Игоря Назарука «Коляда. Карпатское новогодье» (годом позже вышедшей на виниле фирмы «Мелодия»).
С 1973 года преподаёт в училище имени Ипполитова-Иванова, в 1993—1996 годах — в Академии им. Маймонида. В 1976 году основал активно выступающий до настоящего времени собственный ансамбль ударных инструментов. С 1997 года — преподаватель кафедры струнных, духовых и ударных инструментов факультета исторического и современного исполнительства Московской консерватории, ныне также преподаёт в Гнесинской школе.
Член Союза московских композиторов.
Ведет активную концертную деятельность более 50 лет. В качестве солиста с оркестром (Концерты для ударных с оркестром) работал с Дрезденским, Хельсинкским, Туринским, оркестром Нидерландского радио, Санкт-Петербургским, Минским, Уральским, Новосибирским, Большим симфоническим оркестром имени П. И. Чайковского и многими другими симфоническими оркестрами. Также сотрудничал и с джазовыми музыкантами и коллективами.
Автор нескольких десятков статей и книг «Назад к Волконскому вперед» (Издательский Дом «Композитор», 2005. — ISBN  5-85285-812-9), «Нотация мультиперкуссии» (М.: «Композитор», 2006); «Жизнь и любовь барабанного организма» (М.: издательство ООО «САМПОЛИГРАФИСТ», 2014. — 320 с., ил.), «Бей в барабан и не бойся» (М.: ИД «Арт Волхонка», 2014 г. — 72 с., ил.)

## Произведения
- «Ударные истории Большого театра» (1997)
- Сборник пьес для вибрафона (2000), транскрипция автора
- «Сигналы битвы». Сюита для труб, литавр и барабанов для 12 исполнителей
- «Антигона». Балет в двух действиях. Композиция М. Пекарского
- «Танго» для 6-ти исполнителей
- «Марш № 1» для 6-ти исполнителей
- «Марш № 2» для 6-ти исполнителей
- «Импровизация» для 1-го исполнителя
- «Вокруг стола» для 6-ти исполнителей (или больше)
- «Палки» для 2-х групп исполнителей
- «Кулачный бой» для 6-ти исполнителей

и другие.